# Livio Busato
Livio Busato (Vicenza, 20 ottobre 1935) è un ex calciatore italiano, di ruolo attaccante.

## Carriera
Cresce nelle giovanili del Vicenza che per due anni consecutivi vince il Torneo di Viareggio 1954 e quello del 1955; nella stagione 1956-1957 debutta in Serie B con il Marzotto Valdagno, disputando con i veneti cinque campionati cadetti per un totale di 100 presenze e 18 gol prima della retrocessione in Serie C avvenuta nel 1961, ed un campionato di Serie C totalizzando altre 11 presenze.